# Вольський Аркадій Іванович
Аркадій Іванович Вольський (нар. 15 травня 1932, місто Добруш, тепер Гомельської області, Білорусь — 9 вересня 2006, місто Москва) — радянський і російський діяч, економіст, помічник генерального секретаря ЦК КПРС, президент Російського союзу промисловців і підприємців. Член ЦК КПРС у 1986—1991 роках. Депутат Верховної ради Російської РФСР 11-го скликання. Депутат Верховної Ради СРСР 11-го скликання. Народний депутат СРСР у 1989—1991 роках. Член Російської академії природничих наук (РАПН).

## Життєпис
Народився в родині вчителів. До червня 1941 року разом із родиною проживав у місті Гродно. Під час війни перебував у дитячому будинку міста Хвалинська Саратовської області РРФСР.
У 1955 році закінчив Московський інститут сталі і сплавів імені Сталіна, інженер-металург.
У 1955—1964 роках — помічник майстра, майстер, старший майстер, начальник дільниці, начальник цеху ливарного виробництва Московського автомобільного заводу імені Лихачова.
Член КПРС з 1958 року.
У 1964—1969 роках — секретар партійного комітету Московського автомобільного заводу імені Лихачова.
У 1969—1977 роках — завідувач сектора автомобільної промисловості відділу машинобудування ЦК КПРС. У 1977—1981 роках — заступник завідувача, у 1981—1983 роках — 1-й заступник завідувача відділу машинобудування ЦК КПРС.
У 1983—1984 роках — помічник генерального секретаря ЦК КПРС Юрія Андропова з питань економіки. У 1984—1985 роках — помічник генерального секретаря ЦК КПРС Костянтина Черненка з питань економіки.
У квітні 1985 — жовтні 1988 року — завідувач відділу машинобудування ЦК КПРС.
У 1988—1989 роках — представник ЦК КПРС і Президії Верховної Ради СРСР в Нагірно-Карабахській автономній області Азербайджанської РСР. У 1989—1990 роках — голова Комітету особливого управління Нагірно-Карабахською автономною областю.
У червні 1990 році Аркадій Вольський за участю Євгена Веліхова (від Академії наук СРСР) створив Науково-промисловий союз СРСР, згодом перейменований в Російський союз промисловців і підприємців.
У 1990—1991 роках — президент Науково-промислового союзу СРСР.
24 серпня — 25 грудня 1991 року — заступник керівника Комітету з оперативного управління народним господарством СРСР.
У 1991—2005 роках — президент Російського союзу промисловців і підприємців.
Помер 9 вересня 2006 року після важкої і тривалої хвороби (гострий лейкоз). Похований в Москві на Новодівочому цвинтарі.

## Нагороди
- орден Жовтневої Революції (1971)
- три ордени Трудового Червоного Прапора (1966, 1976, 1987)
- орден «За заслуги перед Вітчизною» ІІ ст. (Російська Федерація) (18.04.2006)
- орден «За заслуги перед Вітчизною» ІІІ ст. (Російська Федерація) (10.05.2002)
- орден «За заслуги» ІІ ст. (Україна) (2002)
- орден Пошани (Білорусь) (5.12.2002)
- медалі
- Державна премія СРСР (1971)
- Лауреат премії Спілки журналістів Росії «За відкритість у спілкуванні з пресою» (1997)